# Prima Divisione 1923-1924
La Prima Divisione 1923-1924 è stata la 24ª edizione della massima serie del campionato italiano di calcio, disputata tra il 7 ottobre 1923 e il 7 settembre 1924 e conclusa con la vittoria del Genoa, al suo nono e fino a oggi ultimo titolo.
Capocannoniere del torneo è stato Heinrich Schönfeld (Torino) con 22 reti.

## Stagione

### Novità

#### L'introduzione delloscudetto

L'edizione 1923-1924 del campionato italiano segnò il debutto dello scudetto.

Dopo una serie di annate tormentate, il campionato italiano trovò nel 1923 la sua definitiva razionalizzazione secondo il format previsto nel Progetto Pozzo, elaborato due anni prima. Il torneo si fondò finalmente su due soli gironi composti dalle migliori società italiane, su un regolare meccanismo di sali-scendi con la Seconda Divisione e una lineare serie di finali per l'assegnazione del titolo. Per sancire la pace ritrovata, la Federazione ideò lo scudetto, un simbolo da assegnare, alla fine della stagione, ai campioni d'Italia in carica. L'introduzione di tale fregio aveva anche un secondo fine: con la simbologia ufficiale del triangolino di stoffa, che sarebbe poi diventato per tutti i tifosi il simbolo palpabile del primato nazionale, da quel momento in poi nessuna associazione rivale, come fu al tempo la CCI, avrebbe potuto conferire valore a un titolo alternativo a quello federale.

### Formula
Il campionato della Lega Nord era strutturato su due gironi interregionali da 12 squadre ciascuno, di cui la prima classificata accede alla finale, mentre l'ultima viene retrocessa e la penultima spareggia per la salvezza contro formazioni cadette. Le due finaliste si sfidano in andata e ritorno, e la vincitrice ratifica il titolo in una finalissima, anch'essa a doppio turno, contro il campione della Lega Sud.
Il torneo meridionale si organizzava in prima istanza sui campionati regionali di Lazio, Campania, Puglia e Sicilia. Alla fase nazionale accedevano i campioni regionali, le seconde classificate dei tornei laziale, campano e pugliese, e l'Anconitana unica iscritta nelle Marche. Le semifinali della Lega Sud erano dunque strutturate su due gironi da quattro squadre, le cui vincitrici si affrontavano in finale per il titolo meridionale.

### Avvenimenti

#### Lega Nord

##### Girone A
Come ormai consuetudine, anche l'inizio della nuova stagione vide nel Genoa, squadra leader del calcio italiano dei primordi e campione in carica, la formazione più quotata. I rossoblù partirono forte, rifilando sei reti al Casale, ma alla sesta giornata incapparono, complice l'infortunio di Edoardo Catto nel primo tempo, nella prima sconfitta dopo trentatré giornate consecutive d'imbattibilità, record che sarebbe rimasto inviolato per 69 anni. I grifoni si ripresero subito, ma a dar loro filo da torcere fu la Juventus: il 24 luglio 1923 Edoardo Agnelli era divenuto presidente della società bianconera e aveva dato subito il via a un'aggressiva campagna di rafforzamento condotta a suon di migliaia di lire (sebbene gli statuti federali ancora vietassero il professionismo, la pratica di retribuire gli atleti sottobanco era molto diffusa). I torinesi s'imposero nello scontro diretto del 2 dicembre, a Torino, portandosi ad un solo punto di distacco; al termine del girone d'andata, bianconeri e genoani risultavano in vetta a quota 16 punti, staccando di due lunghezze Alessandria e Livorno: i lusinghieri risultati della Juventus, tuttavia, furono poco tempo dopo annullati dalla giustizia sportiva.

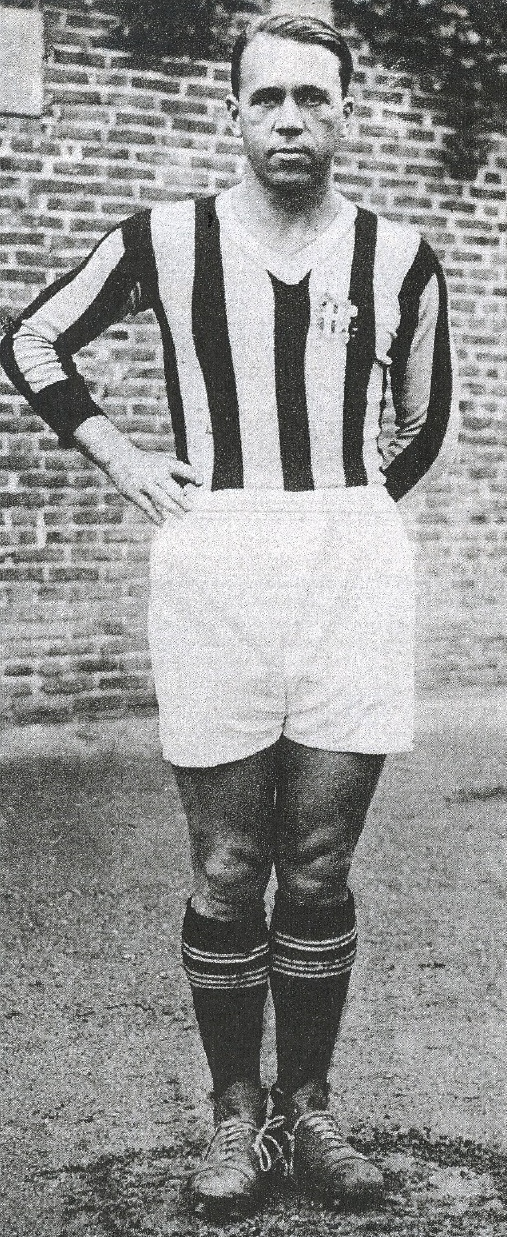
Il terzino Virginio Rosetta, al centro del processo sportivo che compromise la corsa allo scudetto della Juventus.

A compromettere la corsa allo scudetto del sodalizio di Agnelli fu, infatti, il controverso tesseramento del terzino bianconero Virginio Rosetta, precedentemente in forza alla Pro Vercelli. A inizio stagione, Rosetta e il suo compagno di squadra Gustavo Gay inviarono una lettera di dimissioni a Luigi Bozino, presidente del club vercellese: la missiva fu accettata, e Gay e Rosetta vennero messi fuori squadra; il primo decise di trasferirsi al Milan, il secondo alla Juventus. Il 24 ottobre la Lega Nord, retta dal dirigente rossonero Ulisse Baruffini, approvò il passaggio di Gay al Milan; tuttavia, quando il 7 novembre 1923 Rosetta chiese di essere messo in lista di trasferimento, Baruffini rimandò ogni decisione al Consiglio di Lega del 1º dicembre. Rosetta, allora, sporse reclamo alla FIGC, che il 24 novembre 1923 lo accolse, stabilendo che tutti i giocatori le cui dimissioni erano state accettate dalla società di appartenenza erano inseriti automaticamente nelle liste. I bianconeri, forti della delibera della Federazione, schierarono in campo Rosetta dal 25 novembre contro il Modena, il Genoa e il Padova, vincendo tutti e tre gli incontri; i tre club battuti fecero ricorso per la posizione irregolare di Rosetta e la Lega Nord diede loro ragione, assegnando d'ufficio a ciascuna squadra la vittoria per 2-0. Contestualmente, il vicepresidente bianconero Craveri sporse reclamo per le sconfitte a tavolino al Consiglio Federale, il quale il 15 dicembre diede ragione alla Juventus, restituendole i tre successi nelle suddette partite.
Il braccio di ferro tra FIGC e Lega Nord continuò per quasi due mesi, allarmando il CONI, retto dal gerarca fascista Aldo Finzi, che decise di intervenire per scongiurare un nuovo scisma dopo quello del 1921 e per evitare che il rendimento della nazionale alle imminenti Olimpiadi ne risultasse compromesso: il CONI emanò dunque un ordine del giorno in cui si pronunciava favorevole alle posizioni della Lega Nord. Il caso si chiuse all'assemblea generale del 9 febbraio 1924 allorquando le società federate, dando ragione alla Lega Nord, sfiduciarono il consiglio federale e lo costrinsero a dimettersi. La Federazione venne quindi commissariata e stabilì il 17 febbraio che Rosetta andava considerato ancora un giocatore della Pro Vercelli e che, essendogli stata revocata la tessera di calciatore, non poteva più giocare per il resto della stagione; la stessa FIGC assegnò la sconfitta a tavolino alla Juventus nelle tre partite vinte sul campo contro Modena, Genoa e Padova, graziando però i bianconeri per le quattro partite successive in cui fu schierato Rosetta, perché avvenute dopo la sentenza del 15 dicembre (le avversarie della Juventus non avevano sporto ricorso, in questo caso) e in ragione della buona fede del club di Agnelli. A fine stagione, i torinesi pagarono 50 000 lire alla Pro Vercelli e Rosetta passò definitivamente ai bianconeri.
Il risultato dell'affaire Rosetta fu che la Juventus si ritrovò tagliata fuori dalla corsa al titolo. Alla vigilia della sentenza conclusiva, alla quindicesima giornata (giocata il 10 febbraio 1924), bianconeri e genoani erano appaiati in vetta a quota 21 punti, staccando di due lunghezze il Livorno. La sconfitta a Novara nella giornata successiva, unita alla sentenza, fece scivolare la Juventus al settimo posto in graduatoria, a dieci punti dalla vetta. Nonostante un calo nel finale, il Genoa riuscì a gestire l'ampio distacco su Padova, Inter e Livorno e a qualificarsi alla finale. Tuttavia, a rimarcare l'importanza del Caso Rosetta sulle sorti del campionato, nella ipotetica classifica finale compilata senza tenere conto della sentenza del 17 febbraio i bianconeri risulterebbero in vetta al girone con un punto di vantaggio sul Grifone, sebbene non sia da escludere che la sentenza possa aver condizionato il rendimento di entrambe le compagini (con il Genoa ormai sicuro del primo posto e la Juventus a metà classifica senza più obiettivi che potrebbero aver perso punti perché demotivate) e dunque non si possa avere la certezza assoluta su quale delle due compagini avrebbe vinto il girone.

##### Girone B
L'altro raggruppamento visse invece un testa a testa fra il Bologna, il Torino e la Pro Vercelli. Il primo a balzare in vetta fu il Torino, mentre i felsinei ebbero un inizio altalenante (5 punti nelle prime cinque giornate), ma tre sconfitte consecutive dei granata tra settima e nona giornata permisero ai leoni bianchi di Vercelli di chiudere in vetta il girone d'andata con una lunghezza di vantaggio su Torino e Pisa e tre su Bologna, Legnano e Andrea Doria. Alla quattordicesima giornata, tuttavia, la Pro Vercelli perse sul campo del Verona subendo il sorpasso in vetta del Torino (che tuttavia aveva disputato una partita in più). I vercellesi ebbero a questo punto un calo e, a causa di tre pareggi nelle successive quattro partite, si fecero scavalcare anche dal Bologna proprio alla vigilia dello scontro diretto. Alla terzultima giornata i felsinei compirono l'impresa di espugnare il campo della Pro Vercelli (inviolato in partite di campionato dal 1915) allontanando i bianchi leoni a tre punti quando mancavano solo due giornate dalla fine. Nella giornata successiva, mentre i bianchi leoni rimediarono un'altra sconfitta abdicando da ogni velleità di rimonta, il Bologna, vittorioso sul campo dell'Andrea Doria, sorpassò in vetta il Torino, sconfitto tra le polemiche per 1-0 sul campo dello Spezia in zona retrocessione in una partita che subì numerose interruzioni di gioco per il comportamento antisportivo del pubblico di casa. All'ultima giornata il Torino vinse lo scontro diretto a Bologna ma furono comunque i felsinei a chiudere in vetta per un punto battendo nel recupero il Verona, raggiungendo così la loro seconda finale, dopo quella persa nel 1920-21 contro la Pro Vercelli.
Il Torino fece, allora, reclamo per ottenere il successo a tavolino nel match contro lo Spezia per le intemperanze della tifoseria avversaria, e conseguentemente il primo posto nel girone a spese del Bologna: la Presidenza Federale, comunque, respinse il 17 maggio la richiesta dei piemontesi, confermando i risultati del campo. Alcune testimonianze filotoriniste, invece, sostengono che a fine giugno, dopo la Finale Nord, la Federazione avrebbe accolto un ulteriore ricorso del Torino attribuendogli d'ufficio la vittoria per la partita spezzina, senza però annullare la già disputata finale settentrionale. Questa versione dei fatti, tuttavia, non trova alcun riscontro nelle fonti documentali dell'epoca.
In zona retrocessione, oltre ai bolognesi della Virtus, finì la Novese: i biancoazzurri conclusero così la brevissima parabola che li aveva portati, due anni prima, alla vittoria del titolo, sebbene nel contesto della tribolata scissione di quella stagione. Complice il blocco delle promozioni nella precedente annata, le società di Seconda Divisione erano inoltre riuscite a strappare, insieme all'ordinaria ascesa delle due migliori classificate fra di esse, la possibilità di giocare una sorta di spareggio tra altre due società della cadetterìa e le penultime classificate dei due gironi del massimo campionato. Novara e Spezia non ebbero comunque alcuna difficoltà a gestire avversari nettamente inferiori; l'unico dato statistico curioso da ricordare è che gli spezzini riuscirono, per il terzo anno consecutivo, a salvarsi dalla retrocessione ricorrendo a uno spareggio, dimostrando indubbiamente di possedere una grande saldezza di nervi, oltre che un discreto pizzico di buona sorte.

##### Finale

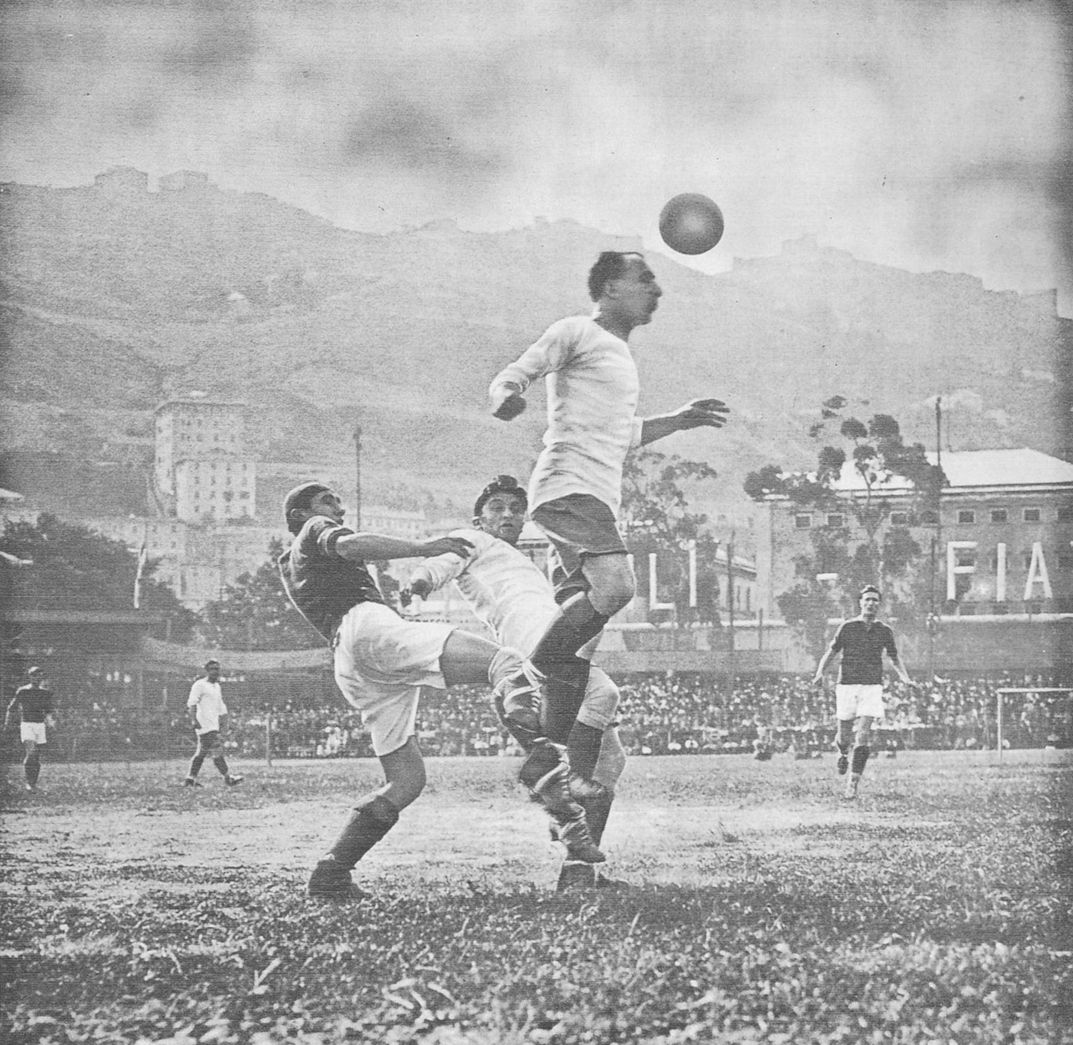
Il genoano Renzo De Vecchi, nella gara di andata delle finali di Lega Nord a Marassi, sovrasta di testa il compagno di squadra Burlando e il bolognese Schiavio.

Le due squadre rossoblù si trovarono di fronte per la finale di Lega Nord il 15 giugno 1924, dopo una pausa durata tutto maggio per la partecipazione della Nazionale alle olimpiadi di Parigi 1924, sul campo del Genoa di via del Piano a Marassi. La partita fu assai tesa, dentro e fuori dal terreno di gioco; sugli spalti scoppiarono diverse risse fra gli spettatori, mentre il campo venne invaso da alcuni tifosi: uno di questi, l'ex giocatore genoano e allenatore in carica della Cremonese, Giovanni Battista Traverso, dopo un diverbio con il giocatore del Bologna Giuseppe Della Valle, lo colpì con un pugno. La partita si risolse a favore dei padroni di casa solamente nel finale, grazie ad un gol di Neri, nonostante una netta supremazia di gioco da parte del Bologna. Il Bologna in seguito sporse reclamo contro l'omologazione del risultato, che però venne respinto dal direttorio della Lega Nord in data 22 giugno; il Genoa venne multato di mille lire per l'invasione di campo, mentre l'allenatore Traverso venne squalificato per quattro mesi.
Il ritorno si svolse in Emilia una settimana dopo, sul campo dello Sterlino colpito da un'inarrestabile pioggia. Il Bologna, come accadde nella partita di andata, mantenne il netto predominio della partita, ma il Genoa rispose prontamente sul campo nella prima frazione di gioco, con un gol in contropiede di Santamaria; il parziale inviperì il pubblico bolognese. Nel primo quarto d'ora della ripresa il Bologna riuscì a pareggiare con un rigore trasformato da Pozzi, e nei successivi trenta minuti la partita si trascinò in maniera convulsa, funestata sia dall'acquazzone che dal comportamento turbolento dei tifosi, al punto che all'arbitro Panzeri di Milano sfuggì totalmente la situazione di mano (una cronaca del giorno dopo lo definirà «naufrago in tempesta»). La gara fu sospesa a pochi minuti dalla conclusione, dopo che alcuni sostenitori felsinei ebbero tentato un'altra invasione di campo, scavalcando le reti di recinzione: in principio il direttore di gara motivò la decisione sulla base dell'impraticabilità del campo dovuta alle cattive condizioni atmosferiche, ma poi confidò ai cronisti di aver preso tale provvedimento per le intemperanze della tifoseria di casa, e di aver assegnato il rigore del pareggio solo dopo pesanti pressioni (nel referto del match, spiegherà testualmente di aver «speciosamente concesso il calcio di rigore al Bologna per evitare incidenti in campo e sulle tribune»).
La Lega Nord non omologò il risultato (anche in seguito al reclamo del Genoa) e si riservò la decisione dopo avere interrogato il direttore di gara. Il Consiglio di Lega, rilevando una differente e contraddittoria versione nel rapporto di Panzeri, in particolare «sopra un punto di grave importanza tecnica», diede mandato alla presidenza di Lega, in unione con la commissione tecnica, di approfondire ulteriormente lo svolgimento della partita di Bologna. La vicenda si concluse con la seduta del consiglio di Lega Nord del 16 luglio, nel quale Panzeri fornì i chiarimenti richiesti e venne applicato l'articolo 15 ai danni del Bologna, con la conseguente attribuzione della vittoria a tavolino al Genoa per 0-2 a causa di «gravi intemperanze del pubblico». La stampa bolognese criticò duramente l'operato della giustizia sportiva in occasione delle due finali, accusando la Lega di aver applicato un doppio standard in favore del Genoa e rilevando alterazioni del referto di Panzeri.

#### Lega Sud

##### Eliminatorie e semifinali

Il Savoia campione della Lega Sud e secondo in campionato.
(in piedi da sinistra): Di Giorgio (all.), Maltagliati, Ghisi I, Bobbio, Mombelli, Orsini; (al centro da sinistra): Borghetto, Gaia, Cassese; (seduti da sinistra): Nebbia, Visciano, Lobianco

Il torneo centromeridionale fu caratterizzato da alcune discusse decisioni della Lega Sud, che ne resero infine rocambolesco l'esito. Il torneo laziale fu caratterizzato da una lotta a tre per i due posti in palio per le semifinali tra Alba, Lazio e Fortitudo; l'Alba vinse il girone per un punto, mentre la Lazio e la Fortitudo, secondi a pari merito, dovettero spareggiare tra loro per assicurarsi la qualificazione: prevalse la Lazio. Il girone campano fu caratterizzato dal solito dominio del Savoia di Torre Annunziata, mentre il secondo posto fu conteso tra l'Internaples e la sorpresa Cavese: prevalsero i partenopei per un punto, complici gli incidenti sugli spalti in Stabia-Internaples e Cavese-Stabia (terminate entrambe 1-1 sul campo) che furono sanzionati con lo 0-2 a tavolino a danno della squadra ospitante. Infine nel girone pugliese, caratterizzato come sempre dai disordini nei derby di Bari e di Taranto, con la Lega Sud spesso costretta a farli disputare in campo neutro, si assicurarono la qualificazione l'Audace di Taranto e l'Ideale di Bari. Il girone siciliano vide trionfare il Palermo, mentre quello marchigiano non si disputò, essendo l'Anconitana l'unica iscritta e pertanto già qualificata di diritto alle semifinali. Queste ultime avrebbero dovuto cominciare già il 16 marzo ma furono rinviate al 27 aprile a causa dei reclami di alcune società pugliesi e romane e dei conflitti di competenza tra Comitati Regionali, Lega Sud e FIGC. Infatti il Comitato Regionale Laziale aveva punito la Fortitudo con la sconfitta a tavolino nella partita contro l'Alba ma la Federazione annullò tale decisione facendo ripetere la partita che fu vinta dai fortitudiani, che così agganciarono la Lazio al secondo posto rendendo necessario lo spareggio. I biancocelesti nel frattempo sporsero reclamo chiedendo invano l'annullamento e la ripetizione della partita persa contro il Tivoli, con il risultato che lo spareggio che decretò la qualificazione della Lazio si disputò addirittura una settimana dopo l'inizio delle semifinali.
Queste ultime, partite in ritardo, furono assai combattute. Nel girone B la favorita Alba trovò un'inattesa rivale nell'Audace di Taranto: le due squadre conclusero in testa il girone, rendendo necessario uno spareggio per la qualificazione alla finale che vide infine prevalere i romani. Per quanto riguarda, invece, il girone A, esso fu inizialmente vinto dal Savoia, che prevalse per un punto sulla Lazio, mentre l'Ideale di Bari concluse il girone al terzo posto con tre punti di distacco dagli oplontini. Tuttavia, l'Ideale sporse reclamo alla Lega Sud per la partita Savoia-Ideale, in programma per il 1º giugno ma rinviata al 22 giugno, per via dell'indisponibilità del campo di gioco del Savoia: in quel giorno infatti su quel campo di gioco era in programma una manifestazione festiva militare. Secondo la versione dei fatti sostenuta dal Savoia e riportata dal quotidiano partenopeo Il Mezzogiorno, la Lega Sud aveva disposto il rinvio della partita ma l'Ideale, nonostante ne fosse stata avvisata, partì comunque per Torre Annunziata; la Lega allora inviò un telegramma al Savoia chiedendogli o di pagare agli avversari le indennità di trasferta o di «comporre la vertenza amichevolmente» trovando un campo di gioco alternativo dove giocare l'incontro con la squadra barese, che però non poté aver luogo per l'indisponibilità dei campi dell'Arenaccia e di Agnano, nonché per il fallimento delle trattative con la squadra avversaria; in ogni caso, secondo la tesi oplontina, tale incontro era da intendersi come "amichevole", essendo ormai stato rinviato quello di campionato. L'Ideale chiese che gli fosse assegnata la vittoria a tavolino per forfait, sostenendo la tesi che il Savoia non si sarebbe impegnato a sufficienza per trovare un altro campo di gioco dove disputare la partita ed equivalendo pertanto questa mancanza di impegno al rifiuto di scendere in campo, ma il reclamo fu respinto dalla Lega Sud; il recupero del 22 giugno fu poi vinto dal Savoia per 7-1, ma l'Ideale, ritenendo che la partita non andasse ritenuta valida, per la mancata disputa dell'incontro del 1º giugno, sporse reclamo alla presidenza federale di Torino, rivendicando la vittoria a tavolino con le stesse motivazioni del ricorso presentato alla Lega Sud. In attesa delle decisioni la finale d'andata Alba-Savoia, prevista per il 29 giugno, fu rinviata a data da destinarsi. A inizio luglio il reclamo fu accolto dalla "Presidenza Federale", con la seguente motivazione:
La Presidenza federale assegnò, pertanto, al Savoia la sconfitta a tavolino e ordinò alla Lega Sud di riscrivere la classifica, nella quale Lazio e Ideale di Bari risultavano in vetta a pari merito; fu quindi necessario lo spareggio tra le due formazioni, da svolgersi il 6 luglio sul campo neutro di Ancona, che vide infine prevalere la Lazio (2-1 ai tempi supplementari). La Lazio fu pertanto ammessa alla finale contro l'Alba la cui partita di andata era in programma per il 13 luglio; di fronte al ricorso del Savoia, tuttavia, la disputa della finale fu rinviata a data da stabilirsi una volta valutato il ricorso degli oplontini. Nel frattempo il consiglio della Lega Sud rassegnò le dimissioni in segno di protesta nei confronti della Federazione nonché per solidarietà nei confronti del Savoia, pur rimanendo in carica per il disbrigo delle pratiche ordinarie: nello stesso comunicato la Lega, dopo aver dichiarato che la deliberazione federale ledeva i diritti del Savoia in quanto la provata requisizione del campo non poteva che essere ritenuto impedimento dovuto a causa di forza maggiore, attaccò l'Ideale, accusandola di menzogna (avendo dichiarato, contrariamente al vero, di essere già partito per Torre Annunziata quando fu avvisata del rinvio) e di ostruzionismo (avendo il capitano dell'Ideale dichiarato di non voler giocare la partita su nessun altro campo che non fosse quello di Torre Annunziata, contribuendo così alla mancata disputa dell'incontro). La sera del 20 luglio 1924, alla riunione della Presidenza federale svoltasi a Genova, che si protrasse fino ai primi del mattino del giorno successivo, il reclamo del Savoia fu accolto sulla base di un documento della Segreteria Lega Sud che lo sgravava da ogni responsabilità: con il ripristino del risultato acquisito sul campo, il Savoia risultò di nuovo vincitore del girone e riottenne così il diritto di disputare la finale di Lega Sud.

##### Finale
Le polemiche, tuttavia, non si spensero affatto con l'esito controverso delle semifinali: nella finale d'andata del 27 luglio, il Savoia si stava imponendo sul campo albino per 2-0, allorché l'arbitro Grossi fischiò la fine dell'incontro con alcuni (tre o cinque a seconda delle versioni) minuti di anticipo, non avendo ben calcolato il tempo da recuperare per la sospensione del gioco dovuta a un'invasione di campo. Il campo fu immediatamente invaso dai tifosi albini che minacciarono l'arbitro (reo di aver concesso un rigore al Savoia per un fallo di mano forse involontario) costringendo i carabinieri a intervenire; nel frattempo Grossi, accortosi subito dell'errore su segnalazione dei guardalinee, tentò di far rientrare in campo le squadre per terminare la sfida, ma i giocatori dell'Alba avevano già abbandonato frettolosamente lo Stadio prima che potessero essere avvisati (secondo la cronaca del quotidiano romano L'Epoca, invece, si rifiutarono di tornare in campo mentre per Il Mezzogiorno stavano per rientrare ma ne furono allontanati dai tifosi). La Lega Sud accolse il reclamo albino annullando il match perché fatto terminare dall'arbitro con troppo anticipo e facendolo ripetere come partita di ritorno. Nel frattempo, la settimana successiva, il Savoia si impose di nuovo sugli avversari per 2-0, questa volta a Torre Annunziata. Nella ripetizione della partita di andata, disputata il 10 agosto, tuttavia prevalsero i romani per 1-0, che così pareggiarono la serie rendendo necessaria la disputa di uno spareggio in campo neutro. Tuttavia il Savoia presentò reclamo contestando l'annullamento dell'incontro del 27 luglio e gli incidenti nella ripetizione del 10 agosto, ma anche l'Alba aveva chiesto pochi giorni prima l'annullamento della partita del 3 agosto per presunto errore tecnico dell'arbitro. A causa del reclamo pendente, lo spareggio non si poté disputare il 17 agosto, in attesa della sentenza del Consiglio della Lega Sud, che tuttavia nella seduta del 20 agosto respinse il ricorso, nonostante l'arbitro Grossi avesse scritto nel referto che andava applicato l'articolo 15 in favore del Savoia per i gravi incidenti. Tale decisione non fu ben accolta dalla stampa partenopea che accusò la Lega Sud, che aveva sede a Roma, di faziosità in favore dell'Alba. Gli oplontini si rivolsero allora al Consiglio Federale, che avrebbe dovuto decidere in merito al ricorso in occasione dell'assemblea di Torino del 24 agosto, ma l'assenza del presidente della Lega Sud e il mancato arrivo da Roma dei documenti in possesso della Lega rese impossibile ogni decisione a proposito.
Nel frattempo la Lega Sud impose ad Alba e Savoia di recarsi comunque a Livorno il 24 agosto per disputare lo spareggio, onde evitare che l'ennesimo reclamo degli oplontini portasse alla perdita di ulteriori domeniche, senza contare che il Genoa stesso premeva affinché si procedesse al più presto alla disputa della finalissima. L'Alba, tuttavia, rifiutò di partire per Livorno non avendo ottenuto dalla Lega Sud l'anticipo dei fondi per la trasferta, e fece pubblicare sul Messaggero del 23 agosto 1924 un annuncio con il quale avvertiva i propri soci calciatori del rinvio dello spareggio con il Savoia a data da destinarsi per cause di forza maggiore. Nel frattempo il Savoia, mentre era già partito per Livorno, ricevette un telegramma dal segretario della Lega Sud contenente l'avviso di non partire se ancora in tempo. In realtà, nonostante tali dichiarazioni, la partita non era stata rinviata, e il 24 agosto si presentarono sul campo del Livorno sia il Savoia che l'arbitro, il quale, dopo aver vanamente atteso per quarantacinque minuti l'eventuale arrivo degli albini, assegnò agli oplontini la vittoria a tavolino per forfait dell'avversario. Questa decisione fu ratificata alcuni giorni dopo dalla Lega Sud che proclamò di conseguenza il Savoia campione dell'Italia Centro-Meridionale. Gli oplontini ottennero così l'accesso alla Finalissima per lo scudetto contro il Genoa.

#### Finalissima
(Il Mattino, 1º settembre 1924)
(Il Corriere di Napoli, 7 settembre 1924)

I giornali commentano le due gare di finale

La finalissima giunse per il Genoa dopo due mesi di pausa estiva. All'andata, a Genova, i rossoblù si portarono subito in vantaggio di due gol nel primo quarto d'ora della partita ma il Savoia non si arrese e accorciò le distanze al 49' con Bobbio. Al 55' il Genoa segnò con Santamaria la rete del 3-1, risultato con cui si concluse la partita. La sfida di ritorno si disputò allo stadio Oncino di Torre Annunziata il 7 settembre 1924. Qui il Genoa fu accolto tra l'entusiasmo generale dei tifosi, e furono ricevuti anche dal Sindaco Francesco Galli de' Tommasi. La gara di ritorno fu abbastanza equilibrata: il primo tempo finì 0-0. Nella ripresa il Genoa passò in vantaggio con un presunto gol fantasma di Moruzzi al 71', ma due minuti dopo il Savoia riacciuffò il pareggio con Mombelli. La contesa finì 1-1 e, grazie alla vittoria per 3-1 all'andata, il Genoa vinse il proprio nono e a tutt'oggi ultimo scudetto della sua storia. Il Savoia, invece, poté vantarsi di essere la prima squadra della Lega Sud a concludere imbattuta un match ufficiale contro un club del Nord Italia.

## Lega Nord

### Girone A

#### Squadre partecipanti
| Club            | Stagione | Città                 | Stadio                           | Stagione precedente         |
| --------------- | -------- | --------------------- | -------------------------------- | --------------------------- |
| Alessandria     | dettagli | Alessandria           | Campo degli Orti                 | -                           |
| Brescia         | dettagli | Brescia               | Campo di via Cesare Lombroso     | -                           |
| Casale          | dettagli | Casale Monferrato     | Stadio Natale Palli              | -                           |
| Genoa           | dettagli | Genova                | Campo di via del Piano a Marassi | Campione d'Italia in carica |
| Inter           | dettagli | Milano                | Campo di via Goldoni             | -                           |
| Juventus        | dettagli | Torino                | Stadio di corso Marsiglia        | -                           |
| Livorno         | dettagli | Livorno               | Campo di Villa Chayes            | -                           |
| Modena          | dettagli | Modena                | Campo di viale Fontanelli        | -                           |
| Novara          | dettagli | Novara                | Campo di via Lombroso            | -                           |
| Padova          | dettagli | Padova                | Stadium                          | -                           |
| Sampierdarenese | dettagli | San Pier d'Arena (GE) | Stadio di Villa Scassi           | -                           |
| Virtus Bologna  | dettagli | Bologna               | Campo di via Luigi Valeriani     | -                           |

#### Classifica finale

La Lazio

|  | Pos. | Squadra         | Pt | G  | V  | N | P  | GF | GS | DR  |
|  | ---- | --------------- | -- | -- | -- | - | -- | -- | -- | --- |
|  | 1.   | Genoa           | 33 | 22 | 14 | 5 | 3  | 50 | 13 | +37 |
|  | 2.   | Padova          | 29 | 22 | 12 | 5 | 5  | 36 | 18 | +18 |
|  | 3.   | Inter           | 27 | 22 | 11 | 5 | 6  | 31 | 25 | +6  |
|  | 3.   | Livorno         | 27 | 22 | 12 | 3 | 7  | 33 | 30 | +3  |
|  | 5.   | Alessandria     | 26 | 22 | 10 | 6 | 6  | 38 | 23 | +15 |
|  | 5.   | Juventus        | 26 | 22 | 11 | 4 | 7  | 37 | 27 | +10 |
|  | 7.   | Modena          | 23 | 22 | 8  | 7 | 7  | 35 | 30 | +5  |
|  | 8.   | Casale          | 22 | 22 | 10 | 2 | 10 | 25 | 34 | -9  |
|  | 9.   | Sampierdarenese | 18 | 22 | 9  | 0 | 13 | 21 | 32 | -11 |
|  | 10.  | Brescia         | 13 | 22 | 5  | 3 | 14 | 17 | 39 | -22 |
|  | 11.  | Novara          | 12 | 22 | 4  | 4 | 14 | 22 | 41 | -19 |
|  | 12.  | Virtus Bologna  | 8  | 22 | 3  | 2 | 17 | 13 | 46 | -33 |

Legenda:
      Qualificato alla finale di Lega Nord.
      Retrocesso in Seconda Divisione 1924-1925.
 Disputa gli spareggi promozione-retrocessione con squadre di Seconda Divisione.
Regolamento:
Due punti a vittoria, uno a pareggio, zero a sconfitta.
A parità di punti le squadre erano classificate a pari merito.
In caso di assegnazione di un titolo sportivo (sia per la promozione/ammissione alle finali che per la retrocessione) si effettuava uno spareggio in campo neutro.
Note:
Virtus Bologna inizialmente retrocessa, poi condannata per illecito, radiata e disciolta.
Novara salvo dopo spareggi con squadre di Seconda Divisione.

#### Risultati

##### Calendario
| Andata (1ª) | Andata (1ª) | Prima giornata              | Ritorno (12ª) | Ritorno (12ª) |
|             |             |                             |               |               |
| 7 ott.      | 6-1         | Genoa-Casale                | 0-0           | 6 gen.        |
| 7 ott.      | 2-0         | Juventus-Inter              | 2-2           | 20 apr.       |
| 7 ott.      | 3-1         | Padova-Novara               | 0-0           | 6 gen.        |
| 7 ott.      | 1-2         | Virtus Bologna-Brescia      | 1-0           | 6 gen.        |
| 7 ott.      | 3-0         | Modena-Livorno              | 1-3           | 6 gen.        |
| 7 ott.      | 1-2         | Sampierdarenese-Alessandria | 0-3           | 27 apr.       |

| Andata (2ª) | Andata (2ª) | Seconda giornata       | Ritorno (13ª) | Ritorno (13ª) |
|             |             |                        |               |               |
| 14 ott.     | 1-1         | Alessandria-Genoa      | 0-2           | 27 gen.       |
| 14 ott.     | 0-1         | Brescia-Padova         | 2-4           | 27 gen.       |
| 14 ott.     | 1-0         | Casale-Sampierdarenese | 0-2           | 27 gen.       |
| 23 dic.     | 1-1         | Inter-Modena           | 2-1           | 27 gen.       |
| 14 ott.     | 3-2         | Livorno-Juventus       | 1-1           | 27 gen.       |
| 23 dic.     | 2-1         | Novara-Virtus Bologna  | 1-2           | 27 gen.       |

| Andata (3ª) | Andata (3ª) | Terza giornata          | Ritorno (14ª) | Ritorno (14ª) |
|             |             |                         |               |               |
| 21 ott.     | 4-0         | Genoa-Novara            | 2-1           | 3 feb.        |
| 21 ott.     | 0-1         | Juventus-Brescia        | 2-0           | 3 feb.        |
| 21 ott.     | 5-1         | Modena-Alessandria      | 0-5           | 3 feb.        |
| 21 ott.     | 0-1         | Virtus Bologna-Inter    | 0-2           | 3 feb.        |
| 21 ott.     | 3-0         | Padova-Casale           | 0-1           | 3 feb.        |
| 21 ott.     | 0-1         | Sampierdarenese-Livorno | 0-2           | 3 feb.        |

| Andata (4ª) | Andata (4ª) | Quarta giornata            | Ritorno (15ª) | Ritorno (15ª) |
|             |             |                            |               |               |
| 28 ott.     | 2-3         | Casale-Juventus            | 2-3           | 10 feb.       |
| 28 ott.     | 0-2         | Inter-Genoa                | 1-5           | 27 apr.       |
| 28 ott.     | 1-1         | Livorno-Padova             | 0-2           | 20 apr.       |
| 28 ott.     | 4-0         | Alessandria-Virtus Bologna | 1-0           | 10 feb.       |
| 28 ott.     | 0-2         | Brescia-Sampierdarenese    | 0-1           | 10 feb.       |
| 28 ott.     | 2-2         | Novara-Modena              | 2-7           | 10 feb.       |

| Andata (5ª) | Andata (5ª) | Quinta giornata        | Ritorno (16ª) | Ritorno (16ª) |
|             |             |                        |               |               |
| 4 nov.      | 0-1         | Brescia-Genoa          | 0-5           | 17 feb.       |
| 4 nov.      | 2-0         | Juventus-Novara        | 0-1           | 17 feb.       |
| 4 nov.      | 2-1         | Sampierdarenese-Inter  | 0-1           | 17 feb.       |
| 4 nov.      | 2-0         | Modena-Casale          | 0-1           | 17 feb.       |
| 4 nov.      | 2-3         | Virtus Bologna-Livorno | 1-4           | 17 feb.       |
| 4 nov.      | 1-1         | Padova-Alessandria     | 2-2           | 17 feb.       |

| Andata (6ª) | Andata (6ª) | Sesta giornata         | Ritorno (17ª) | Ritorno (17ª) |
|             |             |                        |               |               |
| 11 nov.     | 3-1         | Alessandria-Juventus   | 1-3           | 24 feb.       |
| 11 nov.     | 2-1         | Inter-Padova           | 2-1           | 24 feb.       |
| 11 nov.     | 3-1         | Livorno-Genoa          | 0-2           | 24 feb.       |
| 11 nov.     | 1-1         | Brescia-Modena         | 0-2           | 24 feb.       |
| 11 nov.     | 4-0         | Casale-Virtus Bologna  | 1-0           | 24 feb.       |
| 11 nov.     | 0-2         | Novara-Sampierdarenese | 0-1           | 24 feb.       |

| Andata (7ª) | Andata (7ª) | Settima giornata         | Ritorno (18ª) | Ritorno (18ª) |
|             |             |                          |               |               |
| 18 nov.     | 4-0         | Inter-Livorno            | 0-3           | 2 mar.        |
| 18 nov.     | 2-3         | Sampierdarenese-Juventus | 1-4           | 2 mar.        |
| 18 nov.     | 0-1         | Padova-Genoa             | 2-1           | 2 mar.        |
| 18 nov.     | 2-1         | Modena-Virtus Bologna    | 1-1           | 2 mar.        |
| 18 nov.     | 4-1         | Casale-Brescia           | 0-3           | 2 mar.        |
| 18 nov.     | 1-2         | Novara-Alessandria       | 0-0           | 2 mar.        |

| Andata (8ª) | Andata (8ª) | Ottava giornata       | Ritorno (19ª) | Ritorno (19ª) |
|             |             |                       |               |               |
| 25 nov.     | 1-1         | Alessandria-Inter     | 0-1           | 16 mar.       |
| 25 nov.     | 3-2         | Livorno-Brescia       | 0-1           | 15 giu.       |
| 25 nov.     | 1-0         | Casale-Novara         | 3-2           | 16 mar.       |
| 25 nov.     | 4-0         | Genoa-Sampierdarenese | 0-1           | 16 mar.       |
| 25 nov.     | 0-2         | Juventus-Modena       | 1-1           | 16 mar.       |
| 30 dic.     | 0-1         | Virtus Bologna-Padova | 0-3           | 16 mar.       |

| Andata (9ª) | Andata (9ª) | Nona giornata                  | Ritorno (20ª) | Ritorno (20ª) |
|             |             |                                |               |               |
| 2 dic.      | 0-2         | Juventus-Genoa                 | 1-1           | 23 mar.       |
| 2 dic.      | 1-1         | Novara-Inter                   | 1-2           | 23 mar.       |
| 2 dic.      | 3-1         | Padova-Modena                  | 0-0           | 23 mar.       |
| 2 dic.      | 4-0         | Sampierdarenese-Virtus Bologna | 0-2           | 23 mar.       |
| 2 dic.      | 0-0         | Brescia-Alessandria            | 0-4           | 23 mar.       |
| 2 dic.      | 0-0         | Livorno-Casale                 | 0-2           | 23 mar.       |

| Andata (10ª) | Andata (10ª) | Decima giornata        | Ritorno (21ª) | Ritorno (21ª) |
|              |              |                        |               |               |
| 30 dic.      | 1-1          | Brescia-Inter          | 0-3           | 30 mar.       |
| 9 dic.       | 5-0          | Genoa-Virtus Bologna   | 1-1           | 30 mar.       |
| 9 dic.       | 2-0          | Padova-Juventus        | 0-3           | 30 mar.       |
| 9 dic.       | 0-1          | Casale-Alessandria     | 1-5           | 30 mar.       |
| 9 dic.       | 3-0          | Novara-Livorno         | 1-3           | 30 mar.       |
| 9 dic.       | 2-1          | Modena-Sampierdarenese | 0-1           | 30 mar.       |

| \| Andata (11ª) \| Andata (11ª) \| Undicesima giornata \| Ritorno (22ª) \| Ritorno (22ª) \| \| \| \| \| \| \| \| 16 dic. \| 3-0 \| Inter-Casale \| 0-1 \| 13 apr. \| \| 16 dic. \| 0-0 \| Modena-Genoa \| 1-4 \| 13 apr. \| \| 16 dic. \| 0-3 \| Virtus Bologna-Juventus \| 0-1 \| 13 apr. \| \| 16 dic. \| 0-1 \| Sampierdarenese-Padova \| 0-5 \| 13 apr. \| \| 16 dic. \| 2-1 \| Novara-Brescia \| 1-2 \| 13 apr. \| \| 16 dic. \| 0-1 \| Alessandria-Livorno \| 1-2 \| 13 apr. \| |              |                         |               |               |
| Andata (11ª) | Andata (11ª) | Undicesima giornata     | Ritorno (22ª) | Ritorno (22ª) |
| |              |                         |               |               |
| 16 dic. | 3-0          | Inter-Casale            | 0-1           | 13 apr.       |
| 16 dic. | 0-0          | Modena-Genoa            | 1-4           | 13 apr.       |
| 16 dic. | 0-3          | Virtus Bologna-Juventus | 0-1           | 13 apr.       |
| 16 dic. | 0-1          | Sampierdarenese-Padova  | 0-5           | 13 apr.       |
| 16 dic. | 2-1          | Novara-Brescia          | 1-2           | 13 apr.       |
| 16 dic. | 0-1          | Alessandria-Livorno     | 1-2           | 13 apr.       |

#### Statistiche

##### Squadre

###### Classifica in divenire
| [ 62 ]      | 1ª | 2ª | 3ª | 4ª | 5ª | 6ª | 7ª | 8ª | 9ª | 10ª | 11ª | 12ª | 13ª | 14ª | 15ª | 16ª | 17ª | 18ª | 19ª | 20ª | 21ª | 22ª | Rec. |
| [ 62 ]      |    |    |    |    |    |    |    |    |    |     |     |     |     |     |     |     |     |     |     |     |     |     |      |
| ----------- | -- | -- | -- | -- | -- | -- | -- | -- | -- | --- | --- | --- | --- | --- | --- | --- | --- | --- | --- | --- | --- | --- | ---- |
| Alessandria | 2  | 3  | 3  | 5  | 6  | 8  | 10 | 11 | 12 | 14  | 14  | 14  | 14  | 16  | 18  | 19  | 19  | 20  | 20  | 22  | 24  | 24  | 26   |
| Brescia     | 2  | 2  | 4  | 4  | 4  | 5  | 5  | 5  | 6  | 6   | 6   | 7   | 7   | 7   | 7   | 9   | 9   | 9   | 9   | 9   | 9   | 11  | 13   |
| Casale      | 0  | 2  | 2  | 2  | 2  | 4  | 6  | 8  | 7  | 7   | 7   | 8   | 10  | 12  | 12  | 14  | 16  | 16  | 18  | 20  | 20  | 22  | 22   |
| Genoa       | 2  | 3  | 5  | 7  | 9  | 9  | 11 | 13 | 11 | 13  | 16  | 17  | 19  | 21  | 23  | 25  | 27  | 27  | 27  | 28  | 29  | 31  | 33   |
| Inter       | 0  | 2  | 4  | 4  | 4  | 4  | 6  | 7  | 8  | 8   | 10  | 12  | 14  | 16  | 16  | 18  | 20  | 20  | 22  | 24  | 26  | 26  | 27   |
| Juventus    | 2  | 2  | 2  | 4  | 6  | 6  | 8  | 10 | 12 | 14  | 16  | 16  | 17  | 19  | 21  | 15  | 17  | 19  | 20  | 21  | 23  | 25  | 26   |
| Livorno     | 0  | 2  | 4  | 5  | 7  | 9  | 9  | 11 | 12 | 12  | 14  | 16  | 17  | 17  | 17  | 19  | 19  | 23  | 23  | 23  | 25  | 27  | 27   |
| Modena      | 2  | 2  | 4  | 5  | 7  | 8  | 10 | 10 | 10 | 12  | 13  | 14  | 14  | 16  | 18  | 20  | 21  | 22  | 22  | 23  | 23  | 23  | 23   |
| Novara      | 0  | 0  | 0  | 1  | 1  | 1  | 1  | 1  | 2  | 4   | 6   | 9   | 9   | 9   | 9   | 11  | 11  | 12  | 12  | 12  | 12  | 12  | 12   |
| Padova      | 2  | 4  | 6  | 7  | 8  | 8  | 8  | 8  | 10 | 10  | 12  | 15  | 17  | 17  | 17  | 20  | 20  | 22  | 24  | 25  | 25  | 27  | 29   |
| Samp        | 0  | 0  | 0  | 2  | 4  | 6  | 6  | 6  | 8  | 8   | 8   | 8   | 10  | 10  | 12  | 12  | 14  | 14  | 16  | 16  | 18  | 18  | 18   |
| Virtus      | 0  | 0  | 0  | 0  | 0  | 0  | 0  | 0  | 0  | 0   | 0   | 0   | 4   | 4   | 4   | 4   | 4   | 5   | 5   | 7   | 8   | 8   | 8    |

###### Record
- Maggior numero di vittorie: Genoa (14)
- Minor numero di sconfitte: Genoa (3)
- Miglior attacco: Genoa (50)
- Miglior difesa: Genoa (13)
- Miglior differenza reti: Genoa (37)
- Maggior numero di pareggi: Modena (7)
- Minor numero di pareggi: Sampierdarenese (0)
- Minor numero di vittorie: Virtus Bologna (3)
- Maggior numero di sconfitte: Virtus Bologna (17)
- Peggiore attacco: Virtus Bologna (13)
- Peggior difesa: Virtus Bologna (46)
- Peggior differenza reti: Virtus Bologna (-33)
- Giornata con più reti: (25) 1ª giornata
- Giornata con meno reti: (9) 12ª giornata
- Totale reti segnate: 358

##### Partite
- Partita con maggiore scarto di gol: (5) Genoa-Casale 6-1 e Padova-Sampierdarenese 5-0
- Partita con più reti: (7) Genoa-Casale 6-1

### Girone B

#### Squadre partecipanti
| Club         | Stagione | Città       | Stadio                       | Stagione precedente |
| ------------ | -------- | ----------- | ---------------------------- | ------------------- |
| Andrea Doria | dettagli | Genova      | Campo sportivo della Cajenna | -                   |
| Bologna      | dettagli | Bologna     | Stadio Sterlino              | -                   |
| Cremonese    | dettagli | Cremona     | Campo di via Persico         | -                   |
| Legnano      | dettagli | Legnano     | Stadio Comunale              | -                   |
| Milan        | dettagli | Milano      | Campo di viale Lombardia     | -                   |
| Novese       | dettagli | Novi Ligure | Campo di Piazza d'Armi       | -                   |
| Pisa         | dettagli | Pisa        | Arena Garibaldi              | -                   |
| Pro Vercelli | dettagli | Vercelli    | Campo piazza Conte di Torino | -                   |
| SPAL         | dettagli | Ferrara     | Campo di Piazza d'Armi       | -                   |
| Spezia       | dettagli | La Spezia   | Stadio Alberto Picco         | -                   |
| Torino       | dettagli | Torino      | Campo Stradale Stupinigi     | -                   |
| Verona       | dettagli | Verona      | Campo Vecchio Bentegodi      | -                   |

#### Classifica finale
|  | Pos. | Squadra      | Pt | G  | V  | N | P  | GF | GS | DR  |
|  | ---- | ------------ | -- | -- | -- | - | -- | -- | -- | --- |
|  | 1.   | Bologna      | 31 | 22 | 13 | 5 | 4  | 41 | 18 | +23 |
|  | 2.   | Torino       | 30 | 22 | 12 | 6 | 4  | 43 | 22 | +21 |
|  | 3.   | Pro Vercelli | 28 | 22 | 11 | 6 | 5  | 46 | 23 | +23 |
|  | 4.   | Verona       | 23 | 22 | 8  | 7 | 7  | 43 | 35 | +8  |
|  | 5.   | Pisa         | 22 | 22 | 7  | 8 | 7  | 26 | 35 | -9  |
|  | 6.   | Andrea Doria | 21 | 22 | 7  | 7 | 8  | 28 | 26 | +2  |
|  | 6.   | Legnano      | 21 | 22 | 8  | 5 | 9  | 27 | 26 | +1  |
|  | 8.   | Cremonese    | 20 | 22 | 8  | 4 | 10 | 24 | 31 | -7  |
|  | 9.   | Milan        | 19 | 22 | 7  | 5 | 10 | 38 | 44 | -6  |
|  | 10.  | SPAL         | 18 | 22 | 6  | 6 | 10 | 26 | 44 | -18 |
|  | 11.  | Spezia       | 17 | 22 | 7  | 3 | 12 | 16 | 35 | -19 |
|  | 12.  | Novese       | 14 | 22 | 5  | 4 | 13 | 21 | 40 | -19 |

Legenda:
      Qualificato alla finale di Lega Nord.
      Retrocesso in Seconda Divisione 1924-1925.
 Disputa gli spareggi promozione-retrocessione con squadre di Seconda Divisione.
Regolamento:
Due punti a vittoria, uno a pareggio, zero a sconfitta.
A parità di punti le squadre erano classificate a pari merito.
In caso di assegnazione di un titolo sportivo (sia per la promozione/ammissione alle finali che per la retrocessione) si effettuava uno spareggio in campo neutro.
Note:
Spezia salvo dopo spareggi con squadre di Seconda Divisione.

#### Risultati

##### Calendario
| Andata (1ª) | Andata (1ª) | Prima giornata         | Ritorno (12ª) | Ritorno (12ª) |
|             |             |                        |               |               |
| 7 ott.      | 0-3         | Milan-Torino           | 3-3           | 6 gen.        |
| 7 ott.      | 1-1         | Pisa-Legnano           | 0-3           | 6 gen.        |
| 7 ott.      | 2-2         | Verona-Bologna         | 1-3           | 21 apr.       |
| 7 ott.      | 0-1         | SPAL-Spezia            | 1-0           | 6 gen.        |
| 7 ott.      | 2-1         | Cremonese-Pro Vercelli | 1-4           | 21 apr.       |
| 7 ott.      | 1-0         | Novese-Andrea Doria    | 2-0           | 6 gen.        |

| Andata (2ª) | Andata (2ª) | Seconda giornata       | Ritorno (13ª) | Ritorno (13ª) |
|             |             |                        |               |               |
| 14 ott.     | 2-1         | Bologna-SPAL           | 1-0           | 27 gen.       |
| 14 ott.     | 2-2         | Legnano-Milan          | 1-2           | 27 gen.       |
| 14 ott.     | 1-2         | Spezia-Verona          | 2-2           | 27 gen.       |
| 14 ott.     | 1-1         | Torino-Pisa            | 1-1           | 27 gen.       |
| 14 ott.     | 4-0         | Andrea Doria-Cremonese | 0-2           | 27 gen.       |
| 14 ott.     | 3-1         | Pro Vercelli-Novese    | 1-1           | 27 gen.       |

| Andata (3ª) | Andata (3ª) | Terza giornata    | Ritorno (14ª) | Ritorno (14ª) |
|             |             |                   |               |               |
| 21 ott.     | 1-0         | Milan-Bologna     | 0-4           | 3 feb.        |
| 21 ott.     | 1-0         | Pisa-Pro Vercelli | 1-4           | 3 feb.        |
| 21 ott.     | 1-2         | Verona-Torino     | 1-1           | 3 feb.        |
| 21 ott.     | 0-1         | Novese-Spezia     | 1-1           | 3 feb.        |
| 21 ott.     | 1-1         | SPAL-Andrea Doria | 1-0           | 21 apr.       |
| 21 ott.     | 0-1         | Cremonese-Legnano | 2-1           | 3 feb.        |

| Andata (4ª) | Andata (4ª) | Quarta giornata     | Ritorno (15ª) | Ritorno (15ª) |
|             |             |                     |               |               |
| 28 ott.     | 1-1         | Andrea Doria-Milan  | 2-1           | 10 feb.       |
| 28 ott.     | 2-0         | Bologna-Cremonese   | 0-0           | 10 feb.       |
| 28 ott.     | 4-0         | Legnano-SPAL        | 1-1           | 10 feb.       |
| 28 ott.     | 1-4         | Novese-Torino       | 0-5           | 10 feb.       |
| 28 ott.     | 3-0         | Pro Vercelli-Verona | 0-1           | 10 feb.       |
| 28 ott.     | 1-4         | Spezia-Pisa         | 0-2           | 10 feb.       |

| Andata (5ª) | Andata (5ª) | Quinta giornata     | Ritorno (16ª) | Ritorno (16ª) |
|             |             |                     |               |               |
| 4 nov.      | 1-3         | Milan-Pro Vercelli  | 1-2           | 17 feb.       |
| 4 nov.      | 2-1         | Pisa-Bologna        | 0-5           | 17 feb.       |
| 4 nov.      | 1-2         | SPAL-Torino         | 1-3           | 17 feb.       |
| 4 nov.      | 2-2         | Verona-Andrea Doria | 2-4           | 17 feb.       |
| 4 nov.      | 3-1         | Cremonese-Spezia    | 0-1           | 17 feb.       |
| 4 nov.      | 1-1         | Novese-Legnano      | 0-1           | 17 feb.       |

| Andata (6ª) | Andata (6ª) | Sesta giornata    | Ritorno (17ª) | Ritorno (17ª) |
|             |             |                   |               |               |
| 11 nov.     | 1-1         | Andrea Doria-Pisa | 2-2           | 24 feb.       |
| 11 nov.     | 2-0         | Bologna-Novese    | 1-0           | 24 feb.       |
| 11 nov.     | 1-0         | Legnano-Verona    | 1-3           | 24 feb.       |
| 11 nov.     | 6-0         | Pro Vercelli-SPAL | 4-4           | 24 feb.       |
| 11 nov.     | 2-1         | Spezia-Milan      | 1-3           | 24 feb.       |
| 11 nov.     | 4-1         | Torino-Cremonese  | 0-0           | 24 feb.       |

| Andata (7ª) | Andata (7ª) | Settima giornata    | Ritorno (18ª) | Ritorno (18ª) |
|             |             |                     |               |               |
| 18 nov.     | 3-2         | Bologna-Legnano     | 1-1           | 2 mar.        |
| 18 nov.     | 3-0         | Novese-Verona       | 2-5           | 2 mar.        |
| 18 nov.     | 2-2         | Pisa-Milan          | 1-5           | 2 mar.        |
| 18 nov.     | 1-2         | Torino-Pro Vercelli | 0-0           | 2 mar.        |
| 18 nov.     | 1-0         | Andrea Doria-Spezia | 0-1           | 2 mar.        |
| 18 nov.     | 1-1         | Cremonese-SPAL      | 1-2           | 2 mar.        |

| Andata (8ª) | Andata (8ª) | Ottava giornata           | Ritorno (19ª) | Ritorno (19ª) |
|             |             |                           |               |               |
| 25 nov.     | 3-1         | Legnano-Torino            | 0-1           | 16 mar.       |
| 25 nov.     | 0-1         | Milan-Cremonese           | 1-4           | 16 mar.       |
| 25 nov.     | 0-0         | Spezia-Bologna            | 0-5           | 16 mar.       |
| 25 nov.     | 2-1         | Verona-Pisa               | 1-1           | 16 mar.       |
| 25 nov.     | 2-2         | Pro Vercelli-Andrea Doria | 1-1           | 16 mar.       |
| 25 nov.     | 2-0         | SPAL-Novese               | 1-2           | 16 mar.       |

| Andata (9ª) | Andata (9ª) | Nona giornata        | Ritorno (20ª) | Ritorno (20ª) |
|             |             |                      |               |               |
| 2 dic.      | 2-1         | Andrea Doria-Torino  | 1-3           | 23 mar.       |
| 2 dic.      | 3-3         | Bologna-Pro Vercelli | 1-0           | 23 mar.       |
| 2 dic.      | 1-1         | Cremonese-Verona     | 0-2           | 23 mar.       |
| 2 dic.      | 2-2         | Novese-Pisa          | 0-1           | 23 mar.       |
| 2 dic.      | 1-1         | SPAL-Milan           | 4-3           | 23 mar.       |
| 2 dic.      | 2-0         | Legnano-Spezia       | 0-1           | 23 mar.       |

| Andata (10ª) | Andata (10ª) | Decima giornata      | Ritorno (21ª) | Ritorno (21ª) |  |
|              |              |                      |               |               |  |
| 9 dic.       | 3-0          | Bologna-Andrea Doria | 1-0           | 30 mar.       |  |
| 9 dic.       | 2-1          | Milan-Verona         | 1-5           | 30 mar.       |  |
| 9 dic.       | 2-1          | Torino-Spezia        | 0-1           | 30 mar.       |  |
| 9 dic.       | 2-1          | Pisa-SPAL            | 0-1           | 30 mar.       |  |
| 9 dic.       | 2-1          | Cremonese-Novese     | 0-2           | 30 mar.       |  |
| 9 dic.       | 1-0          | Pro Vercelli-Legnano | 0-1           | 30 mar.       |  |

| \| Andata (11ª) \| Andata (11ª) \| Undicesima giornata \| Ritorno (22ª) \| Ritorno (22ª) \| \| \| \| \| \| \| \| 16 dic. \| 1-2 \| Novese-Milan \| 0-5 \| 13 apr. \| \| 16 dic. \| 2-1 \| Pisa-Cremonese \| 0-2 \| 13 apr. \| \| 16 dic. \| 4-1 \| Torino-Bologna \| 1-0 \| 13 apr. \| \| 16 dic. \| 8-1 \| Verona-SPAL \| 1-1 \| 13 apr. \| \| 16 dic. \| 0-2 \| Spezia-Pro Vercelli \| 0-4 \| 13 apr. \| \| 16 dic. \| 4-0 \| Andrea Doria-Legnano[63] \| 2-0 \| 13 apr. \| |              |                      |               |               |
| Andata (11ª) | Andata (11ª) | Undicesima giornata  | Ritorno (22ª) | Ritorno (22ª) |
| |              |                      |               |               |
| 16 dic. | 1-2          | Novese-Milan         | 0-5           | 13 apr.       |
| 16 dic. | 2-1          | Pisa-Cremonese       | 0-2           | 13 apr.       |
| 16 dic. | 4-1          | Torino-Bologna       | 1-0           | 13 apr.       |
| 16 dic. | 8-1          | Verona-SPAL          | 1-1           | 13 apr.       |
| 16 dic. | 0-2          | Spezia-Pro Vercelli  | 0-4           | 13 apr.       |
| 16 dic. | 4-0          | Andrea Doria-Legnano | 2-0           | 13 apr.       |

#### Statistiche

##### Squadre

###### Classifica in divenire
| [ 62 ]       | 1ª | 2ª | 3ª | 4ª | 5ª | 6ª | 7ª | 8ª | 9ª | 10ª | 11ª | 12ª | 13ª | 14ª | 15ª | 16ª | 17ª | 18ª | 19ª | 20ª | 21ª | 22ª | Rec. |
| [ 62 ]       |    |    |    |    |    |    |    |    |    |     |     |     |     |     |     |     |     |     |     |     |     |     |      |
| ------------ | -- | -- | -- | -- | -- | -- | -- | -- | -- | --- | --- | --- | --- | --- | --- | --- | --- | --- | --- | --- | --- | --- | ---- |
| Andrea Doria | 0  | 2  | 3  | 4  | 5  | 6  | 8  | 9  | 11 | 11  | 13  | 13  | 13  | 15  | 17  | 19  | 20  | 20  | 19  | 19  | 19  | 19  | 21   |
| Bologna      | 1  | 3  | 3  | 5  | 5  | 7  | 9  | 10 | 11 | 13  | 13  | 13  | 15  | 17  | 18  | 20  | 22  | 23  | 25  | 27  | 29  | 29  | 31   |
| Cremonese    | 2  | 2  | 2  | 2  | 4  | 4  | 5  | 7  | 8  | 10  | 10  | 10  | 12  | 14  | 15  | 15  | 16  | 16  | 18  | 18  | 20  | 22  | 20   |
| Legnano      | 1  | 2  | 4  | 6  | 7  | 9  | 9  | 11 | 13 | 13  | 13  | 15  | 15  | 15  | 16  | 18  | 18  | 19  | 19  | 19  | 21  | 23  | 21   |
| Milan        | 0  | 1  | 3  | 4  | 4  | 4  | 5  | 5  | 6  | 8   | 10  | 11  | 13  | 13  | 13  | 13  | 15  | 17  | 17  | 17  | 17  | 19  | 19   |
| Novese       | 2  | 2  | 2  | 2  | 3  | 3  | 5  | 5  | 6  | 6   | 6   | 8   | 9   | 10  | 10  | 10  | 10  | 10  | 12  | 12  | 12  | 12  | 14   |
| Pisa         | 1  | 2  | 4  | 6  | 8  | 9  | 10 | 10 | 11 | 13  | 15  | 15  | 16  | 16  | 18  | 18  | 19  | 19  | 20  | 22  | 22  | 22  | 22   |
| Pro Vercelli | 0  | 2  | 2  | 4  | 6  | 8  | 10 | 11 | 12 | 14  | 16  | 16  | 17  | 19  | 19  | 21  | 22  | 23  | 24  | 24  | 24  | 26  | 28   |
| Spal         | 0  | 0  | 1  | 1  | 1  | 1  | 2  | 4  | 5  | 5   | 5   | 7   | 7   | 7   | 8   | 8   | 9   | 11  | 11  | 13  | 15  | 16  | 18   |
| Spezia       | 2  | 2  | 4  | 4  | 4  | 6  | 6  | 7  | 7  | 7   | 7   | 7   | 8   | 9   | 9   | 11  | 11  | 13  | 13  | 15  | 17  | 17  | 17   |
| Torino       | 2  | 3  | 5  | 7  | 9  | 11 | 11 | 11 | 11 | 13  | 15  | 16  | 17  | 18  | 20  | 22  | 23  | 24  | 26  | 28  | 28  | 30  | 30   |
| Verona       | 1  | 3  | 3  | 3  | 4  | 4  | 4  | 6  | 7  | 7   | 9   | 9   | 10  | 11  | 13  | 13  | 15  | 17  | 18  | 20  | 22  | 23  | 23   |

### Finali di Lega
|         | Risultati  |         | Luogo e data            |
| ------- | ---------- | ------- | ----------------------- |
| Genoa   | 1-0        | Bologna | Genova, 15 giugno 1924  |
| Bologna | 0-2 (tav.) | Genoa   | Bologna, 22 giugno 1924 |
|         |            |         |                         |

      Genoa campione della Lega Nord e ammesso alla finalissima.

### Qualificazioni interdivisionali

#### Classifica finale
|  | Pos. | Squadra       | Pt | G | V | N | P | GF | GS | DR  |
|  | ---- | ------------- | -- | - | - | - | - | -- | -- | --- |
|  | 1.   | Spezia        | 10 | 6 | 4 | 2 | 0 | 10 | 3  | +7  |
|  | 2.   | Novara        | 8  | 6 | 3 | 2 | 1 | 14 | 3  | +11 |
|  | 3.   | Olympia Fiume | 5  | 6 | 2 | 1 | 3 | 7  | 11 | -4  |
|  | 4.   | Sestrese      | 1  | 6 | 0 | 1 | 5 | 4  | 18 | -14 |

Legenda:
      Qualificato ai gironi della Lega Nord.
Regolamento:
Due punti a vittoria, uno a pareggio, zero a sconfitta.

#### Risultati

##### Tabellone
|          | NOV  | FIU  | SES  | SPE  |
| -------- | ---- | ---- | ---- | ---- |
| Novara   | –––– | 3-1  | 6-0  | 1-1  |
| Fiume    | 1-0  | –––– | 1-0  | 1-3  |
| Sestrese | 0-4  | 3-3  | –––– | 1-2  |
| Spezia   | 0-0  | 2-0  | 2-0  | –––– |

##### Calendario
| andata (1ª) | andata (1ª) | Prima giornata  | ritorno (4ª) | ritorno (4ª) |
|             |             |                 |              |              |
| 3 ago.      | 2-0         | Spezia-Sestrese | 2-1          | 24 ago.      |
| 3 ago.      | 1-0         | Olympia-Novara  | 1-3          | 24 ago.      |

| andata (2ª) | andata (2ª) | Seconda giornata | ritorno (5ª) | ritorno (5ª) |
|             |             |                  |              |              |
| 10 ago.     | 1-1         | Novara-Spezia    | 0-0          | 31 ago.      |
| 10 ago.     | 3-3         | Sestrese-Olympia | 0-1          | 31 ago.      |

| andata (3ª) | andata (3ª) | Terza giornata  | andata (6ª) | andata (6ª) |
|             |             |                 |             |             |
| 17 ago.     | 0-4         | Sestrese-Novara | 0-6         | 7 set.      |
| 17 ago.     | 2-0         | Spezia-Olympia  | 3-1         | 7 set.      |

| andata (1ª) | andata (1ª) | Prima giornata  | ritorno (4ª) | ritorno (4ª) |
|             |             |                 |              |              |
| 3 ago.      | 2-0         | Spezia-Sestrese | 2-1          | 24 ago.      |
| 3 ago.      | 1-0         | Olympia-Novara  | 1-3          | 24 ago.      |

| andata (2ª) | andata (2ª) | Seconda giornata | ritorno (5ª) | ritorno (5ª) |
|             |             |                  |              |              |
| 10 ago.     | 1-1         | Novara-Spezia    | 0-0          | 31 ago.      |
| 10 ago.     | 3-3         | Sestrese-Olympia | 0-1          | 31 ago.      |

| andata (3ª) | andata (3ª) | Terza giornata  | andata (6ª) | andata (6ª) |
|             |             |                 |             |             |
| 17 ago.     | 0-4         | Sestrese-Novara | 0-6         | 7 set.      |
| 17 ago.     | 2-0         | Spezia-Olympia  | 3-1         | 7 set.      |

## Lega Sud

### Gironi regionali di qualificazione

#### Sezione marchigiana
| Club       | Stagione | Città  | Stadio | Stagione precedente |
| ---------- | -------- | ------ | ------ | ------------------- |
| Anconitana | dettagli | Ancona |        |                     |

##### Verdetti
Anconitana qualificata alle semifinali della Lega Sud in quanto unica iscritta.

#### Sezione campana

##### Squadre partecipanti
| Club            | Stagione | Città                   | Stadio                         | Stagione precedente                  |
| --------------- | -------- | ----------------------- | ------------------------------ | ------------------------------------ |
| Cavese          | dettagli | Cava de' Tirreni        | Campo Sportivo Arena           | 4º girone Campano                    |
| Internaples     | dettagli | Napoli                  | Stadio Militare dell'Arenaccia | 2º girone Campano                    |
| Salernitanaudax | dettagli | Salerno                 | Campo di Piazza d'Armi         | Vincitore della 2ª Divisione campana |
| Savoia          | dettagli | Torre Annunziata        | Campo Oncino                   | 2º Lega Sud - Campione Campano       |
| Stabia          | dettagli | Castellammare di Stabia | Campo di via Gragnano          | 3º girone Campano                    |
| Bagnolese       | dettagli | Bagnoli                 | Campo ILVA                     | 5º girone Campano                    |

##### Classifica finale
|  | Pos. | Squadra         | Pt | G  | V | N | P | GF | GS | DR  |
|  | ---- | --------------- | -- | -- | - | - | - | -- | -- | --- |
|  | 1.   | Savoia          | 19 | 10 | 9 | 1 | 0 | 21 | 2  | +19 |
|  | 2.   | Internaples     | 12 | 10 | 5 | 2 | 3 | 19 | 9  | +10 |
|  | 3.   | Cavese          | 11 | 10 | 5 | 1 | 4 | 17 | 15 | +2  |
|  | 4.   | Bagnolese       | 10 | 10 | 4 | 2 | 4 | 12 | 12 | 0   |
|  | 5.   | Stabia          | 5  | 10 | 2 | 1 | 7 | 5  | 16 | -11 |
|  | 6.   | Salernitanaudax | 3  | 10 | 1 | 1 | 8 | 6  | 26 | -20 |

Legenda:
      Qualificato alle semifinali di Lega Sud.
      Retrocesso in Seconda Divisione 1924-1925.
Regolamento:
Due punti a vittoria, uno a pareggio, zero a sconfitta.
A parità di punti le squadre erano classificate a pari merito.
In caso di assegnazione di un titolo sportivo (sia per la promozione/ammissione alle finali che per la retrocessione) si effettuava uno spareggio in campo neutro.
Note:
La Salernitanaudax fu poi riammessa.
NOTA: I risultati degli scontri tra Salernitanaudax e Stabia sono oggetto di controversia: i quotidiani dell'epoca, nonché le ricostruzioni degli storici della Salernitana, riferiscono che essi furono cambiati a tavolino, mentre altre ricostruzioni (ad esempio quella del sito RSSSF) riportano i risultati sul campo attribuendo a Salernitanaudax e Stabia rispettivamente due e sei punti in classifica. La versione più attendibile è quella delle sconfitte a tavolino, confermata dai comunicati ufficiali del Comitato Regionale Campano pubblicati sui giornali dell'epoca, nonché da un articolo del quotidiano La Basilicata in cui viene precisato che la Salernitana e lo Stabia chiusero il campionato con rispettivamente tre e cinque punti.

##### Risultati

###### Calendario
| Andata (1ª) | Andata (1ª) | Prima giornata         | Ritorno (6ª) | Ritorno (6ª) |
|             |             |                        |              |              |
| 27 gen.     | 1-3         | Bagnolese-Internaples  | 1-1          | 17 feb.      |
| 28 ott.     | 5-1         | Savoia-Salernitanaudax | 1-0          | 27 gen.      |
| 28 ott.     | 1-4         | Stabia-Cavese          | 2-0          | 27 gen.      |

| Andata (2ª) | Andata (2ª) | Seconda giornata            | Ritorno (7ª) | Ritorno (7ª) |
|             |             |                             |              |              |
| 4 nov.      | 1-5         | Salernitanaudax-Internaples | 0-5          | 9 dic.       |
| 4 nov.      | 2-1         | Savoia-Cavese               | 3-0          | 9 dic.       |
| 4 nov.      | 0-2         | Stabia-Bagnolese            | 0-2          | 9 dic.       |

| Andata (3ª) | Andata (3ª) | Terza giornata         | Ritorno (8ª) | Ritorno (8ª) |
|             |             |                        |              |              |
| 11 nov.     | 5-2         | Cavese-Salernitanaudax | 1-0          | 16 dic.      |
| 11 nov.     | 2-0         | Internaples-Stabia     | 2-0          | 16 dic.      |
| 11 nov.     | 3-0         | Savoia-Bagnolese       | 1-0          | 16 dic.      |

| Andata (4ª) | Andata (4ª) | Quarta giornata           | Ritorno (9ª) | Ritorno (9ª) |
|             |             |                           |              |              |
| 18 nov.     | 1-1         | Cavese-Internaples        | 1-0          | 13 gen.      |
| 3 feb.      | 0-2         | Salernitanaudax-Bagnolese | 0-0          | 13 gen.      |
| 18 nov.     | 0-0         | Stabia-Savoia             | 0-2          | 2 mar.       |

| \| Andata (5ª) \| Andata (5ª) \| Quinta giornata \| Ritorno (10ª) \| Ritorno (10ª) \| \| \| \| \| \| \| \| 25 nov. \| 3-1 \| Bagnolese-Cavese \| 1-3 \| 24 feb. \| \| 25 nov. \| 0-1 \| [70]Internaples-Savoia \| 0-3 \| 3 feb. \| \| 25 nov. \| 2-0 \| [71]Stabia-Salernitanaudax[72] \| 0-2 \| 13 apr. \| |             |                        |               |               |
| Andata (5ª) | Andata (5ª) | Quinta giornata        | Ritorno (10ª) | Ritorno (10ª) |
| |             |                        |               |               |
| 25 nov. | 3-1         | Bagnolese-Cavese       | 1-3           | 24 feb.       |
| 25 nov. | 0-1         | Internaples-Savoia     | 0-3           | 3 feb.        |
| 25 nov. | 2-0         | Stabia-Salernitanaudax | 0-2           | 13 apr.       |

###### Tabellone
|                 | BAG  | CAV  | INT  | SAL  | SAV  | STA  |
| --------------- | ---- | ---- | ---- | ---- | ---- | ---- |
| Bagnolese       | –––– | 3-1  | 1-3  | 0-0  | 0-1  | 2-0  |
| Cavese          | 3-1  | –––– | 1-1  | 5-2  | 0-3  | 0-2  |
| Internaples     | 1-1  | 0-1  | –––– | 5-0  | 0-1  | 2-0  |
| Salernitanaudax | 0-2  | 0-1  | 1-5  | –––– | 0-1  | 2-0  |
| Savoia          | 3-0  | 2-1  | 3-0  | 5-1  | –––– | 2-0  |
| Stabia          | 0-2  | 1-4  | 0-2  | 2-0  | 0-0  | –––– |

#### Sezione laziale

##### Squadre partecipanti
| Club           | Stagione | Città  | Stadio                               | Stagione precedente                  |
| -------------- | -------- | ------ | ------------------------------------ | ------------------------------------ |
| Alba Roma      | dettagli | Roma   |                                      |                                      |
| Fortitudo      | dettagli | Roma   | Campo Madonna del Riposo             |                                      |
| Juventus Audax | dettagli | Roma   | Campo Viale Angelico 71              |                                      |
| Lazio          | dettagli | Roma   | Stadio della Rondinella via Flaminia |                                      |
| US Romana      | dettagli | Roma   | Campo all'Olmo viale Angelico        |                                      |
| Tivoli         | dettagli | Tivoli |                                      | Vincitore della 2ª Divisione laziale |

##### Classifica finale
|  | Pos. | Squadra        | Pt | G  | V | N | P  | GF | GS | DR  |
|  | ---- | -------------- | -- | -- | - | - | -- | -- | -- | --- |
|  | 1.   | Alba Roma      | 16 | 10 | 7 | 2 | 1  | 27 | 9  | +18 |
|  | 2.   | Lazio          | 15 | 10 | 7 | 1 | 2  | 39 | 11 | +28 |
|  | 3.   | Fortitudo      | 15 | 10 | 7 | 1 | 2  | 20 | 5  | +15 |
|  | 4.   | Tivoli         | 8  | 10 | 4 | 0 | 6  | 17 | 20 | -3  |
|  | 5.   | US Romana      | 6  | 10 | 3 | 0 | 7  | 10 | 33 | -23 |
|  | 6.   | Juventus Audax | 0  | 10 | 0 | 0 | 10 | 4  | 39 | -35 |

Legenda:
      Qualificato alle semifinali di Lega Sud.
      Retrocesso in Seconda Divisione 1924-1925.
Regolamento:
Due punti a vittoria, uno a pareggio, zero a sconfitta.
A parità di punti le squadre erano classificate a pari merito.
In caso di assegnazione di un titolo sportivo (sia per la promozione/ammissione alle finali che per la retrocessione) si effettuava uno spareggio in campo neutro.
Note:
Lazio ammessa alle semifinali dopo spareggio: a Roma, 4 maggio 1924, Lazio-Fortitudo 2-0.

##### Risultati

###### Calendario
| Andata (1ª) | Andata (1ª) | Prima giornata        | Ritorno (6ª) | Ritorno (6ª) |
|             |             |                       |              |              |
| 7 ott.      | 0-3         | Fortitudo-Lazio       | 0-1          | 11 nov.      |
| 7 ott.      | 1-4         | Juventus Audax-Romana | 0-1          | 11 nov.      |
| 17 feb.     | 4-0         | Alba-Tivoli           | 2-0          | 9 mar.       |

| Andata (2ª) | Andata (2ª) | Seconda giornata    | Ritorno (7ª) | Ritorno (7ª) |
|             |             |                     |              |              |
| 14 ott.     | 2-6         | Juventus Audax-Alba | 0-2          | 18 nov.      |
| 14 ott.     | 1-0         | Fortitudo-Tivoli    | 4-0          | 24 feb.      |
| 14 ott.     | 5-0         | Lazio-Romana        | 7-1          | 18 nov.      |

| Andata (3ª) | Andata (3ª) | Terza giornata           | Ritorno (8ª) | Ritorno (8ª) |
|             |             |                          |              |              |
| 21 ott.     | 1-0         | Fortitudo-Juventus Audax | 5-0          | 25 nov.      |
| 27 gen.     | 2-1         | Tivoli-Lazio             | 1-4          | 25 nov.      |
| 21 ott.     | 0-4         | Romana-Alba              | 0-2          | 25 nov.      |

| Andata (4ª) | Andata (4ª) | Quarta giornata       | Ritorno (9ª) | Ritorno (9ª) |
|             |             |                       |              |              |
| 28 ott.     | 0-2         | Romana-Fortitudo      | 0-4          | 27 gen.      |
| 28 ott.     | 4-0         | Tivoli-Juventus Audax | 2-0          | 3 feb.       |
| 16 dic.     | 2-4         | Lazio-Alba            | 2-2          | 2 dic.       |

| \| Andata (5ª) \| Andata (5ª) \| Quinta giornata \| Ritorno (10ª) \| Ritorno (10ª) \| \| \| \| \| \| \| \| 4 nov. \| 0-6 \| Juventus Audax-Lazio \| 1-8 \| 9 dic. \| \| 4 nov. \| 1-1 \| Alba-Fortitudo \| 0-2 \| 16 mar. \| \| 4 nov. \| 6-1 \| Tivoli-Romana \| 2-3 \| 2 mar. \| |             |                      |               |               |
| Andata (5ª) | Andata (5ª) | Quinta giornata      | Ritorno (10ª) | Ritorno (10ª) |
| |             |                      |               |               |
| 4 nov. | 0-6         | Juventus Audax-Lazio | 1-8           | 9 dic.        |
| 4 nov. | 1-1         | Alba-Fortitudo       | 0-2           | 16 mar.       |
| 4 nov. | 6-1         | Tivoli-Romana        | 2-3           | 2 mar.        |

#### Sezione pugliese

##### Squadre partecipanti
| Club            | Stagione | Città   | Stadio                   | Stagione precedente                   |
| --------------- | -------- | ------- | ------------------------ | ------------------------------------- |
| Audace Taranto  | dettagli | Taranto | Campo del Regio Arsenale |                                       |
| Enotria Taranto | dettagli | Taranto | Campo del Regio Arsenale | 2ª nella 2ª Divisione pugliese        |
| Foggia          | dettagli | Foggia  |                          | Vincitore della 2ª Divisione pugliese |
| Ideale          | dettagli | Bari    | Campo San Lorenzo        |                                       |
| Liberty         | dettagli | Bari    | Campo San Lorenzo        |                                       |
| Pro Italia      | dettagli | Taranto | Campo del Regio Arsenale |                                       |

##### Classifica finale
|  | Pos. | Squadra         | Pt | G  | V | N | P | GF | GS | DR  |
|  | ---- | --------------- | -- | -- | - | - | - | -- | -- | --- |
|  | 1.   | Audace Taranto  | 16 | 10 | 7 | 2 | 1 | 16 | 4  | +12 |
|  | 2.   | Ideale          | 15 | 10 | 7 | 1 | 2 | 20 | 6  | +14 |
|  | 3.   | Enotria Taranto | 10 | 10 | 4 | 2 | 4 | 10 | 11 | -1  |
|  | 4.   | Liberty         | 10 | 10 | 4 | 2 | 4 | 12 | 13 | -1  |
|  | 5.   | Pro Italia      | 8  | 10 | 4 | 0 | 6 | 8  | 13 | -5  |
|  | 6.   | Foggia          | 1  | 10 | 0 | 1 | 9 | 3  | 22 | -19 |

Legenda:
      Qualificato alle semifinali di Lega Sud.
      Retrocesso in Seconda Divisione 1924-1925.
Regolamento:
Due punti a vittoria, uno a pareggio, zero a sconfitta.
A parità di punti le squadre erano classificate a pari merito.
In caso di assegnazione di un titolo sportivo (sia per la promozione/ammissione alle finali che per la retrocessione) si effettuava uno spareggio in campo neutro.
Note:
Il Foggia iniziò a disputare gli spareggi interdivisionali con la prima classificata della Seconda Divisione pugliese, ma gli spareggi furono invalidati e fu quindi retrocesso.

##### Spareggi interdivisionali
Nell'agosto 1924 il Comitato Regionale Pugliese stabilì che il campione regionale di Seconda Divisione, il Bari, non sarebbe stato promosso direttamente in Prima Divisione, ma avrebbe dovuto disputare uno spareggio di qualificazione pre-campionato con l'ultima classificata della Prima Divisione, il Foggia.
|          | Risultati |          | Luogo e data             |
| -------- | --------- | -------- | ------------------------ |
| Foggia   | 2-0       | FBC Bari | Foggia, 7 settembre 1924 |
| FBC Bari | n.d.      | Foggia   | Bari, 14 settembre 1924  |
|          |           |          |                          |

Tuttavia, in seguito alle proteste del Bari, che rivendicava la promozione diretta (sulla base del regolamento di inizio campionato), gli spareggi furono annullati mentre erano in corso, e il Bari fu promosso direttamente in Prima Divisione, mentre il Foggia retrocedette direttamente in Seconda.

##### Risultati

###### Calendario
| Andata (1ª) | Andata (1ª) | Prima giornata    | Ritorno (6ª) | Ritorno (6ª) |
|             |             |                   |              |              |
| 11 nov.     | 1-0         | Audace-Liberty    | 0-0          | 16 dic.      |
| 11 nov.     | 1-0         | Enotria-Foggia    | 1-1          | 16 dic.      |
| 11 nov.     | 3-0         | Ideale-Pro Italia | 2-0          | 16 dic.      |

| Andata (2ª) | Andata (2ª) | Seconda giornata   | Ritorno (7ª) | Ritorno (7ª) |
|             |             |                    |              |              |
| 18 nov.     | 4-1         | Audace-Enotria     | 0-2          | 23 dic.      |
| 18 nov.     | 0-2         | Foggia-Ideale      | 0-5          | 10 feb.      |
| 18 nov.     | 2-0         | Liberty-Pro Italia | 0-3          | 10 feb.      |

| Andata (3ª) | Andata (3ª) | Terza giornata    | Ritorno (8ª) | Ritorno (8ª) |
|             |             |                   |              |              |
| 25 nov.     | 1-0         | Enotria-Ideale    | 0-1          | 30 dic.      |
| 25 nov.     | 2-0         | Liberty-Foggia    | 2-1          | 17 feb.      |
| 25 nov.     | 0-2         | Pro Italia-Audace | 0-1          | 17 feb.      |

| Andata (4ª) | Andata (4ª) | Quarta giornata   | Ritorno (9ª) | Ritorno (9ª) |
|             |             |                   |              |              |
| 2 dic.      | 1-1         | Enotria-Liberty   | 1-3          | 6 gen.       |
| 2 dic.      | 1-1         | Ideale-Audace     | 0-2          | 6 gen.       |
| 27 gen.     | 2-0         | Pro Italia-Foggia | 2-1          | 6 gen.       |

| \| Andata (5ª) \| Andata (5ª) \| Quinta giornata \| Ritorno (10ª) \| Ritorno (10ª) \| \| \| \| \| \| \| \| 9 dic. \| 0-2 \| Foggia-Audace \| 0-3 \| 13 gen. \| \| 9 dic. \| 1-3 \| Liberty-Ideale \| 1-3 \| 13 gen. \| \| 9 dic. \| 0-2 \| [81] Pro Italia-Enotria[79] \| 1-0 \| 24 feb. \| |             |                    |               |               |
| Andata (5ª) | Andata (5ª) | Quinta giornata    | Ritorno (10ª) | Ritorno (10ª) |
| |             |                    |               |               |
| 9 dic. | 0-2         | Foggia-Audace      | 0-3           | 13 gen.       |
| 9 dic. | 1-3         | Liberty-Ideale     | 1-3           | 13 gen.       |
| 9 dic. | 0-2         | Pro Italia-Enotria | 1-0           | 24 feb.       |

#### Sezione siciliana

##### Squadre partecipanti
| Club    | Stagione | Città   | Stadio                              | Stagione precedente                       |
| ------- | -------- | ------- | ----------------------------------- | ----------------------------------------- |
| Messina | dettagli | Messina | Campo "Enzo Geraci" alla Cittadella | 2º nella ripetizione del girone siciliano |
| Palermo | dettagli | Palermo | Stadio Ranchibile                   | 3º nella ripetizione del girone siciliano |

##### Classifica finale
|  | Pos. | Squadra | Pt | G | V | N | P | GF | GS | DR |
|  | ---- | ------- | -- | - | - | - | - | -- | -- | -- |
|  | 1.   | Palermo | 2  | 2 | 1 | 0 | 1 | 2  | 2  | 0  |
|  | 2.   | Messina | 2  | 2 | 1 | 0 | 1 | 2  | 2  | 0  |

Legenda:
      Qualificato alle semifinali di Lega Sud.
Regolamento:
Due punti a vittoria, uno a pareggio, zero a sconfitta.
A parità di punti le squadre erano classificate a pari merito.
In caso di assegnazione di un titolo sportivo (sia per la promozione/ammissione alle finali che per la retrocessione) si effettuava uno spareggio in campo neutro.
Note:
Il Palermo si qualificò alle semifinali dopo aver giocato uno spareggio con l'ex aequo Messina.

##### Risultati

###### Calendario
|         | Risultati, andata e ritorno |         | Città e data              |  |
| ------- | --------------------------- | ------- | ------------------------- |  |
| Palermo | 2 - 1                       | Messina | Palermo, 17 febbraio 1924 |  |
| Messina | 1 - 0                       | Palermo | Messina, 24 febbraio 1924 |  |
|         |                             |         |                           |  |

###### Spareggio
|         | Spareggio |         | Città e data          |  |
| ------- | --------- | ------- | --------------------- |  |
| Messina | 2 - 3     | Palermo | Messina, 9 marzo 1924 |  |
|         |           |         |                       |  |

### Semifinali interregionali

#### Girone A

##### Classifica finale
|  | Pos. | Squadra    | Pt | G | V | N | P | GF | GS | DR  |
|  | ---- | ---------- | -- | - | - | - | - | -- | -- | --- |
|  | 1.   | Savoia     | 8  | 6 | 3 | 2 | 1 | 17 | 7  | +10 |
|  | 2.   | Lazio      | 7  | 6 | 3 | 1 | 2 | 16 | 9  | +7  |
|  | 3.   | Ideale     | 5  | 6 | 2 | 1 | 3 | 11 | 18 | -7  |
|  | 4.   | Anconitana | 4  | 6 | 2 | 0 | 4 | 4  | 14 | -10 |

Legenda:
      Qualificato alle finali di Lega Sud.
Regolamento:
Due punti a vittoria, uno a pareggio, zero a sconfitta.
A parità di punti le squadre erano classificate a pari merito.
In caso di assegnazione di un titolo sportivo (sia per la promozione/ammissione alle finali che per la retrocessione) si effettuava uno spareggio in campo neutro.
Nota: in seguito a un doppio reclamo dell'Ideale, la Presidenza Federale diede inizialmente la sconfitta a tavolino al Savoia per il rinvio del match dell'ultima giornata con i baresi dal 1º al 22 giugno, declassando gli oplontini al terzo posto del girone. Lo spareggio per il primo posto fra Lazio e Ideale (2-1 dts) fu poi invalidato dalla stessa Federazione in seguito all'accoglimento del ricorso del Savoia, il quale riottenne definitivamente la prima posizione in graduatoria e la qualificazione alla finale Centrosud.

##### Risultati

###### Calendario
| Andata (1ª) | Andata (1ª) | Prima giornata    | Ritorno (4ª) | Ritorno (4ª) |
|             |             |                   |              |              |
| 8 giu.      | 3-2         | Ideale-Lazio      | 1-6          | 18 mag.      |
| 27 apr.     | 5-0         | Savoia-Anconitana | 1-0          | 18 mag.      |

| Andata (2ª) | Andata (2ª) | Seconda giornata  | Ritorno (5ª) | Ritorno (5ª) |
|             |             |                   |              |              |
| 4 mag.      | 1-0         | Anconitana-Ideale | 1-5          | 25 mag.      |
| 25 mag.     | 1-3         | Savoia-Lazio      | 2-2          | 15 giu.      |

| \| Andata (3ª) \| Andata (3ª) \| Terza giornata \| Ritorno (6ª) \| Ritorno (6ª) \| \| \| \| \| \| \| \| 11 mag. \| 1-1 \| Ideale-Savoia \| 1-7 \| 22 giu. \| \| 11 mag. \| 3-1 \| Lazio-Anconitana \| 0-1 \| 1 giu. \| |             |                  |              |              |
| Andata (3ª) | Andata (3ª) | Terza giornata   | Ritorno (6ª) | Ritorno (6ª) |
| |             |                  |              |              |
| 11 mag. | 1-1         | Ideale-Savoia    | 1-7          | 22 giu.      |
| 11 mag. | 3-1         | Lazio-Anconitana | 0-1          | 1 giu.       |

#### Girone B

##### Classifica finale
|  | Pos. | Squadra        | Pt | G | V | N | P | GF | GS | DR |
|  | ---- | -------------- | -- | - | - | - | - | -- | -- | -- |
|  | 1.   | Alba Roma      | 8  | 6 | 3 | 2 | 1 | 16 | 9  | +7 |
|  | 2.   | Audace Taranto | 8  | 6 | 3 | 2 | 1 | 12 | 10 | +2 |
|  | 3.   | Internaples    | 5  | 6 | 1 | 3 | 2 | 7  | 9  | -2 |
|  | 4.   | Palermo        | 3  | 6 | 0 | 3 | 3 | 9  | 16 | -7 |

Legenda:
      Qualificato alle finali di Lega Sud.
Regolamento:
Due punti a vittoria, uno a pareggio, zero a sconfitta.
A parità di punti le squadre erano classificate a pari merito.
In caso di assegnazione di un titolo sportivo (sia per la promozione/ammissione alle finali che per la retrocessione) si effettuava uno spareggio in campo neutro.
Note:
Alba Roma ammessa alla finale Lega Sud dopo spareggio: a Napoli, 15 giugno 1924, Alba Roma-Audace Taranto 2-0.

##### Risultati

###### Calendario
| Andata (1ª) | Andata (1ª) | Prima giornata   | Ritorno (4ª) | Ritorno (4ª) |
|             |             |                  |              |              |
| 8 giu.      | 2-0         | Alba-Internaples | 2-2          | 18 mag.      |
| 27 apr.     | 2-2         | Audace-Palermo   | 3-2          | 18 mag.      |

| Andata (2ª) | Andata (2ª) | Seconda giornata    | Ritorno (5ª) | Ritorno (5ª) |
|             |             |                     |              |              |
| 4 mag.      | 3-2         | Audace-Alba         | 1-1          | 25 mag.      |
| 4 mag.      | 1-1         | Internaples-Palermo | 1-1          | 25 mag.      |

| \| Andata (3ª) \| Andata (3ª) \| Terza giornata \| Ritorno (6ª) \| Ritorno (6ª) \| \| \| \| \| \| \| \| 11 mag. \| 3-2 \| Internaples-Audace \| 0-1 \| 1 giu. \| \| 11 mag. \| 2-4 \| Palermo-Alba \| 1-5 \| 1 giu. \| |             |                    |              |              |
| Andata (3ª) | Andata (3ª) | Terza giornata     | Ritorno (6ª) | Ritorno (6ª) |
| |             |                    |              |              |
| 11 mag. | 3-2         | Internaples-Audace | 0-1          | 1 giu.       |
| 11 mag. | 2-4         | Palermo-Alba       | 1-5          | 1 giu.       |

### Finale di Lega
|        | Risultati |           | Luogo e data                    |
| ------ | --------- | --------- | ------------------------------- |
| Savoia | 2-0       | Alba Roma | Torre Annunziata, 3 agosto 1924 |
| Alba   | 1-0       | Savoia    | Roma, 10 agosto 1924            |
|        |           |           |                                 |

|        | Risultati          |      | Luogo e data            |
| ------ | ------------------ | ---- | ----------------------- |
| Savoia | 2-0 (per rinuncia) | Alba | Livorno, 24 agosto 1924 |
|        |                    |      |                         |

Nota: la gara d'andata si disputò a Roma il 27 luglio e finì 2-0 per il Savoia, tuttavia la Federazione accolse il ricorso dell'Alba annullando il risultato della gara (in quanto l'arbitro aveva fischiato la fine dell'incontro troppo in anticipo invalidandola) e facendola ripetere. La gara d'andata fu ripetuta il 10 agosto e fu vinta dall'Alba. L’Alba rinunciò poi a partecipare allo spareggio di Livorno poiché non ottenne dalla Federazione garanzie sul rimborso delle spese di viaggio.
      Savoia campione della Lega Sud e ammesso alla finalissima.

## Finalissima
|        | Risultati |        | Luogo e data                       |
| ------ | --------- | ------ | ---------------------------------- |
| Genoa  | 3-1       | Savoia | Genova, 31 agosto 1924             |
| Savoia | 1-1       | Genoa  | Torre Annunziata, 7 settembre 1924 |
|        |           |        |                                    |

| Genoa campione d'Italia 1923-1924 |

### Squadra campione
| formazione tipo (2-3-5)                                                                                              | Giocatori (ruolo) |
| --- | ----------------- |
| De Prà Moruzzi De Vecchi Barbieri Burlando Leale Neri Sardi Catto Santamaria Bergamino - Allenatore: William Garbutt |                   |

## Classifica marcatori
| Gol |  |  | Giocatore  | Squadra     |
| --- |  |  | ---------- | ----------- |
| 22  |  |  | Schönfeld  | Torino      |
| 17  |  |  | Bernardini | Lazio       |
| 16  |  |  | Bobbio     | Savoia      |
| 15  |  |  | Baloncieri | Alessandria |
| 15  |  |  | Schiavio   | Bologna     |
| 14  |  |  | Santamaria | Genoa       |